# اسامه نوری
اسامه نوری (انگلیسی: Osama Noori؛ زادهٔ ۱۷ مهٔ ۱۹۵۸) بازیکن فوتبال اهل عراق بود.
وی همچنین در تیم ملی فوتبال عراق بازی کرده‌است.